# IV. třída okresu Praha-západ
IV. třída okresu Praha-západ patří společně s ostatními čtvrtými třídami mezi desáté nejvyšší fotbalové soutěže v Česku. Je řízena Okresním fotbalovým svazem Praha-západ. Hraje se každý rok od léta do jara se zimní přestávkou. Hraje se ve dvou skupinách (označených A a B), každá skupina má v současnosti 10 účastníků (celkem tedy 20 týmů) z okresu Praha-západ, každý s každým hraje jednou na domácím hřišti a jednou na hřišti soupeře. Vítěz každé ze skupin postupuje do III. třídy okresu Praha-západ.

## Vítězové

### IV. třída okresu Praha-západ skupina A
| Ročník    | Vítězný tým                  |
| --------- | ---------------------------- |
| 2003/2004 | Všenorský SK                 |
| 2004/2005 | SK Čechoslovan Dolní Jirčany |
| 2005/2006 | SK Vrané nad Vltavou         |
| 2006/2007 | FC Jílové „B“                |
| 2007/2008 | TJ Sokol Zvole „B“           |
| 2008/2009 | Tatran Kamenný Přívoz        |
| 2009/2010 | TJ Viktoria Vestec           |
| 2010/2011 | SK Libeň                     |
| 2011/2012 | TJ Štěchovice „B“            |
| 2012/2013 | SK Čechoslovan Dolní Jirčany |
| 2013/2014 | TJ Sokol Okrouhlo            |
| 2014/2015 | Viktoria Vestec „B“          |
| 2015/2016 | SK Olympie Dolní Břežany     |
| 2016/2017 | Spartak Průhonice „B“        |
| 2017/2018 | SK Pikovice                  |
| 2018/2019 |                              |

### IV. třída okresu Praha-západ skupina B
| Ročník    | Vítězný tým                |
| --------- | -------------------------- |
| 2003/2004 | TJ Sokol Dobřichovice      |
| 2004/2005 | FH Tenis Klub Dobřichovice |
| 2005/2006 | FK Dobříč                  |
| 2006/2007 | TJ Klínec                  |
| 2007/2008 | SK Hvozdnice „B“           |
| 2008/2009 | TJ Sokol Choteč „B“        |
| 2009/2010 | FK Lety „C“                |
| 2010/2011 | TJ Jíloviště „B“           |
| 2011/2012 | TJ Sokol Dobřichovice      |
| 2012/2013 | TJ Sokol Zlatníky          |
| 2013/2014 | SK Olympie Dolní Břežany   |
| 2014/2015 | SK Kazín „B“               |
| 2015/2016 | SK Nučice „B“              |
| 2016/2017 | FK Zbuzany 1953 „B“        |
| 2017/2018 | SK Nučice                  |
| 2018/2019 |                            |

### IV. třída okresu Praha-západ skupina C
| Ročník    | Vítězný tým              |
| --------- | ------------------------ |
| 2003/2004 | SK Třebotov              |
| 2004/2005 | TJ Sokol Tursko          |
| 2005/2006 | TJ Sokol Tuchoměřice „B“ |
| 2006/2007 | TJ Sokol Kněževes        |
| 2007/2008 | AFK Horoměřice           |
| 2008/2009 | TJ Sokol Hostivice „B“   |
| 2009/2010 | TJ Sokol Velké Přílepy   |
| 2010/2011 | ?                        |
| 2011/2012 | FK Zbuzany 1953 „B“      |
| 2012/2013 | TJ Sokol Kněževes        |
| 2013/2014 | TJ Sokol Tuchoměřice „B“ |
| 2014/2015 | Soutěž se nehrála.       |
| 2015/2016 | Soutěž se nehrála.       |
| 2016/2017 | Soutěž se nehrála.       |
| 2017/2018 | Soutěž se nehrála.       |
| 2018/2019 |                          |